# Trigonura tarsata
Trigonura tarsata är en stekelart som först beskrevs av Dalla Torre 1898.  Trigonura tarsata ingår i släktet Trigonura och familjen bredlårsteklar. Inga underarter finns listade i Catalogue of Life.